# Decamerone

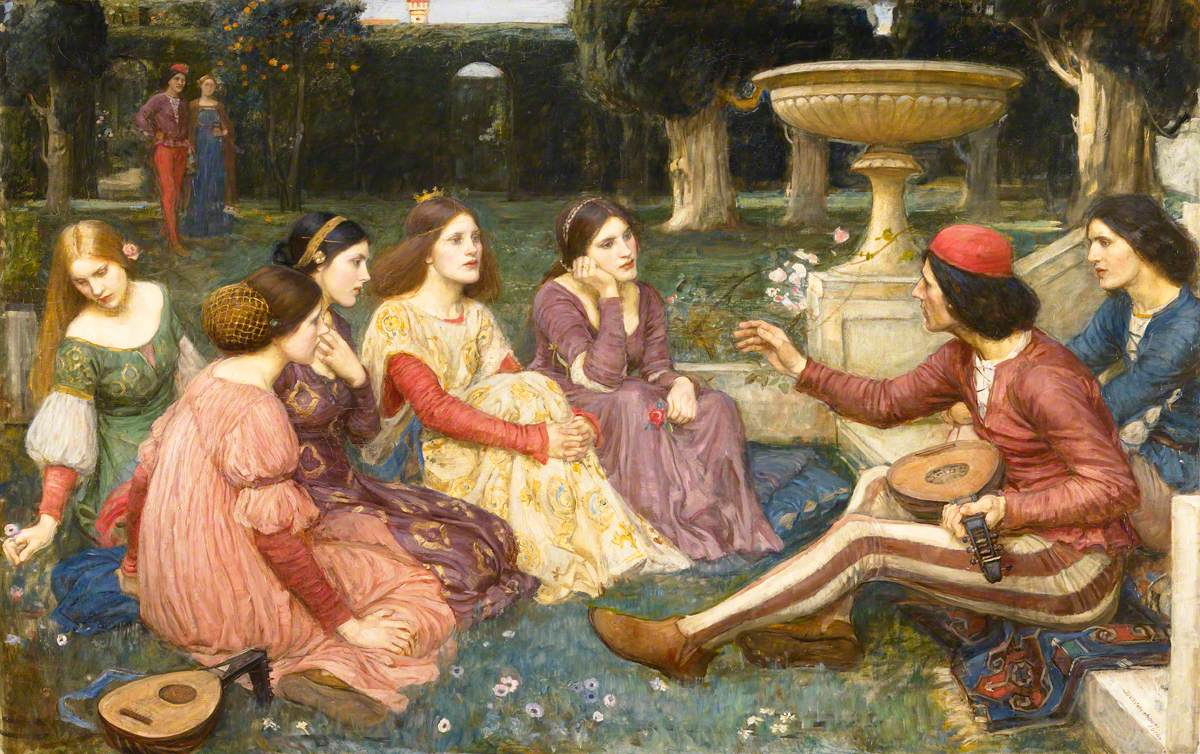
De unga berättarna i Decamerone. Målning av John William Waterhouse från år 1916.

Decamerone är en novellsamling av den italienske författaren Giovanni Boccaccio. Den räknas som ett av hans främsta verk. Boccaccio inledde författandet av Decamerone omkring 1348 och fullbordade den 1353.
Decamerone består av 100 berättelser samt en ramberättelse som binder ihop hela historien. Handlingen går i stora drag ut på att digerdöden kommer till Florens och tio ungdomar, sju kvinnor och tre män, flyr till en avskild egendom i Fiesole utanför Florens. Där sysselsätter de sig genom att varje dag berätta en historia vardera i tio dagar. På så vis har de, när den tionde dagen är slut, sammanlagt berättat 100 berättelser.
De tio ungdomarnas namn är Dioneo, Filostrato, Panfilo, Elissa, Emilia, Fiammetta, Filomena, Lauretta, Neifile och Pampinea.
Titeln är en kombination av de två grekiska orden δέκα, déka, 'tio', och ἡμέρα, hēméra, 'dag'.

## Svenska utgåvor
- 1861–62 – Boccaccios Decameron, vol. 1–2. Övers. Christoffer Eichhorn. Ph. Maass
- 1863–64 – Boccaccios Decameron, vol. 1–2. Övers. Christoffer Eichhorn
- 1883 – Boccaccios Decameron. Övers. Christoffer Eichhorn
- 1891 – Decameron. Övers. Christoffer Eichhorn. Bonnier
- 1906 – Dekameron, Holmquists Boktryckeri AB. Illustrerad av Jacques Wagrez
- 1914 – Decamerone, vol. 1–3. Övers. Christoffer Eichhorn. Bonniers Klassikerbibliotek
- 1918–1922 – Decamerone, vol. I–III. Övers. Christoffer Eichhorn. Bonniers Klassikerbibliotek
- 1928 – Decameron, vol. I–III. Översättning Emil Giljam. Världslitteraturens Förlag
- 1933 – Dekameron. B Wahlströms Förlag, Stockholm.
- 1935 – Divina commedia av Dante. Sonetter, canzoner av Petrarca. Decamerone av Boccaccio. Gleerups klassikerbibliotek
- 1947 – Decamerone i urval av Knut Hagberg; översättning av Christoffer Eichhorn; reviderad av Britte-Marie Wennberg, Forumbiblioteket
- 1954 – Decamerone, utgiven av Wahlströms Förlag
- 1961 – Noveller ur Decamerone, urval och översättning från italienskan av Karin Alin, Sohlmans Klassikerbibliotek
- 1970 – Noveller ur Decamerone; illustrationer av Thord Sundqvist; översättning från italienskan av Karin Alin, Bokfrämjandet
- 1980 – Decamerone med 52 helsidesillustrationer av Jacques Wagrez; översättning och bearbetning av Jakob Gunnarsson, något förkortad upplaga, Niloebiblioteket
- 1981 – Berättelser ur Decamerone; illustrationer av Andrew Skilleter, Wiken
- 1995 – Decamerone, urval och översättning: Sven Ekblad, Helikonbiblioteket
- 2007 – Decamerone (2 volymer), översättning av Paul Enoksson, illustrerad med träsnitt från första illustrerade utgåvan 1492, Bokförlaget Atlantis (första oförkortade utgåvan)

## Filmatiseringar
- 1924 – Decameron Nights
- 1953 – Lustans lön
- 1971 – Decamerone
- 2007 – Virgin Territory
- 2015 – Wondrous Boccaccio
- 2017 – The Little Hours
- 2024 – The Decameron – amerikansk teve-serie